# Genlock
Genlock (z ang. generator locking device) – urządzenie elektroniczne pozwalające nakładać na siebie obraz cyfrowy (z komputera) i analogowy (np. z kamery wideo). Na wyjściu otrzymywany jest sygnał Y/C – możliwy do dalszego wykorzystania, np. nagrania na kasetę wideo. Genlocki, ze względu na swoją niską cenę i prostotę obsługi są szeroko stosowane przez autorów „reportaży” z imprez okolicznościowych (np. wesel czy komunii), znajdują także zastosowanie do celów domowych i półprofesjonalnych.
W zastosowaniach profesjonalnych genlock to tzw. generator sygnału synchronizującego źródło np. kamerę z mikserem, skalerami etc. i odbiornikami, dzięki temu eliminuje się opóźnienia, bo wszystkie urządzenia zaczynają ramkę w tym samym czasie.